# AirDrop
AirDrop est un service ad hoc sans fil breveté des Systèmes d'exploitation iOS, macOS et visionOS d'Apple, introduit sous OS X Lion (Mac OS X 10.7) et iOS 7, qui permet de transférer des fichiers entre les ordinateurs Macintosh et les appareils de la firme américaine par le biais d'une communication sans fil à courte portée. Cette communication s'effectue via Apple Wireless Direct Link à l'aide d'adresses IPv6 locales générées à la place de l'adresse MAC du Wi-Fi. 
Avant la version OS X Yosemite et sous OS X Lion, OS X Mountain Lion et OS X Mavericks, le protocole AirDrop de macOS est différent du protocole AirDrop d'iOS, et les versions ne sont donc pas compatibles entre elles. OS X Yosemite et les versions ultérieures prennent en charge le protocole AirDrop, qui est utilisé pour les transferts entre un Mac et un appareil iOS ainsi qu'entre deux ordinateurs Mac sortis en 2012 ou plus récents, et qui utilise à la fois le Wi-Fi et le Bluetooth. 

## Présentation

### iOS
Sur iOS 7 et les versions ultérieures, il est possible d'accéder à AirDrop en tapant sur Réglages > Général > AirDrop ou depuis le centre de contrôle. Le Wi-Fi et le Bluetooth sont automatiquement activés lorsque AirDrop est activé, car ils sont tous deux utilisés. La technologie NFC peut également être utilisée pour lancer un transfert sous iOS 17 ou une version ultérieure. Toutefois, il existe trois options pour utiliser le service sans fil : Off, Contacts uniquement, Tout le monde. 

### macOS
Sur les Macs fonctionnant sous OS X Lion et les versions ultérieures, AirDrop est disponible dans la barre latérale de la fenêtre Finder. Sur les Macs fonctionnant sous OS X Mountain Lion ou une version ultérieure, il est également possible d'y accéder via l'option de menu Aller → AirDrop ou en appuyant sur les touches Shift + Cmd + R. 

## Sécurité et confidentialité
AirDrop utilise le cryptage TLS sur une connexion Wi-Fi pair-à-pair créée par Apple pour le transfert de fichiers. Les détails techniques du service sans fil et du protocole propriétaire Wi-Fi pair-à-pair appelé Apple Wireless Direct Link (AWDL) font l'objet d'une rétro-ingénierie et les implémentations open source qui en résultent sont publiées sous les noms d'OWL et d'OpenDrop.
Au cours de l'échange initial, les dispositifs échangent des hashages SHA-256 de numéros de téléphone et des adresses électroniques des utilisateurs, qui peuvent être utilisées par des pirates. En 2024, le Bureau municipal de la justice de Pékin déclare qu'à la suite de plaintes du public concernant la diffusion anonyme de messages inappropriés dans des lieux publics à l'aide d'AirDrop, un institut médico-légal de Pékin est chargé d'analyser les registres cryptés de l'iPhone. Un tableau arc-en-ciel reliant les numéros de téléphone et les comptes de messagerie est créé au cours de l'enquête et aide efficacement la police à identifier plusieurs suspects impliqués dans de grandes affaires,.
Des chercheurs de la Université de technologie de Darmstadt affirment qu'Apple sait que les utilisateurs peuvent être identifiés et suivis dès 2019 et qu'elle n'a pas mis en œuvre le correctif proposé en 2021.

## Utilisation dans les manifestations
À la suite de la manifestation contre le pont Sitong de Pékin en 2022, des utilisateurs chinois se sont servis d'AirDrop pour distribuer des affiches et des slogans de protestation. La société américaine a limité la fonction AirDrop en Chine quelques semaines avant les manifestations du COVID-19 dans le pays. Les restrictions imposées à AirDrop entraînent une grève de la faim au siège d'Apple. 

## Incidents
De nombreux cas signalent que des utilisateurs d'appareils iOS dont la confidentialité est réglée sur « Tout le monde » reçoivent des fichiers non désirés d'inconnus se trouvant à proximité ; ce phénomène est appelé cyber-flashing. Sous iOS 16.1.1, Apple remplace discrètement le mode « Tout le monde » par « Tout le monde pendant 10 minutes » pour les utilisateurs en Chine, qui reviennent automatiquement aux contacts une fois le temps écoulé. Après sa découverte, la firme américaine déclare que cette fonctionnalité est destinée à réduire les contenus non sollicités et qu'elle sera disponible dans le monde entier lors d'une prochaine mise à jour. La société n'a pas commenté le calendrier de cette modification ni la raison pour laquelle elle est initialement limitée à la Chine, des rapports suggérant que la limitation est mise en œuvre en raison de la protestation contre le pont Sitong de Pékin.
En mars 2022, un vol entre Seattle et Orlando est resté bloqué sur la piste de l'aéroport international d'Orlando car un enfant de 10 ans à bord de l'avion communique une menace via AirDrop à un autre passager, qui en alerte l'équipage. La police intervient et déclare peu crédible la menace de détournement,.
En mai 2022, un vol entre Israël et la Turquie est interrompu après que des utilisateurs israéliens utilisent AirDrop pour partager des photos d'un accident d'une compagnie aérienne turque, faisant au moins un blessé parmi les passagers. Après une fouille des bagages, le vol reprend quelques heures plus tard. 
Un jeune espagnol de 18 ans, en provenance de Rome et à destination d'Alicante, envoie des images de crânes et une menace en amharique à certains passagers, avant le décollage en juillet 2022. L'équipage étant informé, le commandant de bord demande l'intervention de la police. Le vol repart avec deux heures de retard et le jeune homme est accusé de déclencher une fausse alerte. 
Fin août 2022, un homme qui se trouvait dans un avion en phase de roulage pour le décollage diffuse des photos de lui nu à d'autres passagers du vol Southwest Airlines reliant Houston à Cabo San Lucas. Un passager signale à l'équipage le problème et le pilote fait savoir que si cela ne s'arrête pas, il retourne à la porte d'embarquement menaçant de ruiner les vacances des passagers,.